# دستک علیا
دستک علیا، روستایی از توابع بخش مرکزی شهرستان سرپل ذهاب در استان کرمانشاه ایران است.

## جمعیت
این روستا در حومه شهرستان سرپل ذهاب قرار دارد فاصله تا مرکز شهر سرپل ذهاب ١١کیلومتر است این روستا با مرکزیت دستک علیا شامل روستاهای گلخاطر و مافی می باشد که جمعا٧٠خانوار و حدودا۴۵٠نفر جمعیت دارد